# Мохаммед Зайнул Абедін
Мохаммед Зайнул Абедін (англ. Mohammed Zainul Abedin, урду قاضى ﻣﺤﻤﺪ ﺯﻳﻦ ﺍﻟﻌﺎﺑﺪﻳﻦ;) — індійський мусульманський і пакистанський поет і письменник, який писав вірші та прозу на урду, каді в князівстві Хайдарабад.

## Біографія
Зайнул Абедін народився в Парбхані 8 грудня 1892 року. Він був єдиним сином у родині каді Мухаммеда Хусейна Бадруддіна Абедіна і Рахімунніси Бегам. Його родовід сходив до першого праведному халіфа Абу-Бакра. Він також був прямим нащадком знаменитого суфія Баха-уд-Діна Закарії Мультані (1160—1267), правнук якого шейх Нізамудін близько 1343 переїхав до Декану під час правління султана Мухаммеда бен Туглака. Надалі ця гілка родини оселилися в Хайдарабаді, і на час народження майбутнього поета проживала в цьому місті вже майже шість століть.
Предки Зайнула Абедіна носили титул «каді» і служили суддями і адміністраторами в різних населених пунктах, розташованих на захід від міста Хайдарабад. Сам він був останнім каді Удгіра в Хайдарабадсmкомe князівстві.
Початкову і середню освіту здобув на арабській, перській та англійській мові, дотримуючись Дарс-я-Нізамі. Він був першим представником сім'ї, що вивчив англійську мову, і в подальшому виступав за її вивчення, ставши в опозицію мусульманським літературним колам Хайдарабаду, які вважали англійську мову ще одним засобом колонізації місцевого населення. Зайнул Абедін, навпаки, у знанні англійської мови бачив можливості для використання досягнень європейської наукової думки. З 1910 по 1912 рік він навчався в Бомбейському університеті. Повернувся в Хайдарабад, де в 1915 році завершив освіту, закінчивши коледж Нізам.
У 1915 році зайняв перше місце на конкурсі у Хайдарабадську громадянську службу, а в наступному році був прийнятий у цю організацію на роботу. Став одним з перших офіцерів цивільної служби. У його веденні знаходився збір податків і робота в судових організаціях. На службі він вивчив мову маратхі. Дослужився до місця секретаря (назіма) в уряді нізама  Хайдарабадського князівства. Останнім місцем його цивільної служби було місце каді міста Удгір, яке він втратив після включення Хайдарабадського князівства до складу Індії в 1948 році.
Втративши все нерухоме майно, Зайнул Абедін, разом з сім'єю, емігрував до Пакистану. Він оселився в місті Мірпур-Хас у Сінді, де держава виділила йому 1 000 акрів землі з млином і друкарнею. Ним було багато зроблено для розвитку сільського господарства в регіоні і боротьбі з бідністю. Загинув Абедін помер 23 травня 1962 року і був похований у Мірпур-хасі.

### Сім'я
У 1919 році каді Зайнул Абедін одружився з Сахібні Бегум, правнучкою знаменитого суфія Сеїд Сахіба Хусайні. Вона народила йому синів — Абдур Рашида і Абдул Каюма і дочок — Разію Бегум, Алію Бегум, Хумайру Бегум і Абід Бегум. Сахібні Бегум померла в 1927 році в результаті ускладнень, що виникли після народження дитини.
Незабаром Зайнул Абедін знову одружився з Зохрою Бегум, дочкою каді Ахмеда Мунірудіна — каді міста Парбхані. Його друга дружина була племінницею першої. Зохра Бегум народила дочку Закію Бегум і синів — Саїдудіна Масуда, Саїда Бадрудіна і Мазхарудіна Таріка.

## Поезія
Зайнул Абедін видав єдиний поетичний збірник «Диван». Він видавав свої вірші під псевдонімом Абід. Багато з його поетичних творів були вигравірувані на будівлях, пам'ятниках і спорудах у Хайдарабадському князівстві, які були ним відкриті або побудовані. Часто використовував поетичну форму для передачі інформації про рік створення будівлі або пам'ятника. Для цього він користувався арабськими літерами, які також мають числове значення, і, таким способом, вказував фактичну дату через імена та поетичні образи. Зайнул Абедін також є автором ряду статей і книг про поезію, літературу, історію, релігію та етику.